# 喬維山
喬維山（英語：Mount Chauve），是南極洲的山峰，位於阿黛利地，處於馬熱里角西北端，海拔高度33米，在1950年由法國探險隊繪入地圖和命名，現時由南極條約體系管理。